# Parker School
Parker School és una concentració de població designada pel cens dels Estats Units a l'estat de Montana. Segons el cens del 2000 tenia 352 habitants.

## Demografia
Segons el cens del 2000, Parker School tenia 352 habitants, 78 habitatges, i 69 famílies. La densitat de població era de 17,4 habitants per km².
Dels 78 habitatges en un 60,3% hi vivien nens de menys de 18 anys, en un 57,7% hi vivien parelles casades, en un 16,7% dones solteres, i en un 11,5% no eren unitats familiars. En el 10,3% dels habitatges hi vivien persones soles l'1,3% de les quals corresponia a persones de 65 anys o més que vivien soles. El nombre mitjà de persones vivint en cada habitatge era de 4,51 i el nombre mitjà de persones que vivien en cada família era de 4,84.
Per edats la població es repartia de la següent manera: un 47,2% tenia menys de 18 anys, un 10,8% entre 18 i 24, un 24,4% entre 25 i 44, un 14,2% de 45 a 60 i un 3,4% 65 anys o més.
L'edat mediana era de 20 anys. Per cada 100 dones de 18 o més anys hi havia 118,8 homes.
La renda mediana per habitatge era de 29.167 $ i la renda mediana per família de 37.917 $. Els homes tenien una renda mediana de 18.750 $ mentre que les dones 40.500 $. La renda per capita de la població era de 7.453 $. Aproximadament el 30% de les famílies i el 25% de la població estaven per davall del llindar de pobresa.

## Poblacions més properes
El següent diagrama mostra les poblacions més properes.